# Joey Brandt
Joey Brandt (Leiderdorp, 5 april 2005) is een Nederlands voetballer die doorgaans als middenvelder speelt. Hij komt uit voor ADO Den Haag. Joey is een kleinzoon van Bert Jansen.

## Clubcarrière
Joey speelt sinds zijn 8e in de jeugd van ADO Den Haag. Hij doorliep alle jeugdopleidingen van ADO en maakte op 13 december 2024 thuis tegen MVV (2-0) zijn debuut. Hij kwam in de 88e minuut in het veld voor Dano Lourens.

## Statistieken
| Seizoen | Club         | Competitie     | Competitie | Competitie | Beker | Beker | Overig | Overig | Totaal | Totaal |
| Seizoen | Club         | Competitie     | Wed.       | Dlp.       | Wed.  | Dlp.  | Dlp.   | Dlp.   | Wed.   | Dlp.   |
| ------- | ------------ | -------------- | ---------- | ---------- | ----- | ----- | ------ | ------ | ------ | ------ |
| 2024/25 | ADO Den Haag | Eerste divisie | 2          | 0          | 0     | 0     | 0      | 0      | 2      | 0      |
| Totaal  | Totaal       | Totaal         | 14         | 0          | 0     | 0     | 0      | 0      | 14     | 0      |

Bijgewerkt op 12 mei 2025.